# Medicina molecular
La medicina molecular es una rama amplia de la medicina que utiliza técnicas físicas, químicas, biológicas, bioinformáticas y médicas para describir estructuras moleculares y mecanismos, identificar moléculas fundamentales y errores genéticos que dan origen a la enfermedad, así como para desarrollar intervenciones moleculares para corregirlas. La perspectiva de la medicina molecular enfatiza fenómenos celulares y moleculares e intervenciones por encima del enfoque conceptual y observacional previo de los pacientes y sus órganos.

## Historia
En noviembre de 1949, con el artículo "Sicke Cell Anemia, a Molecular Disease", publicado en la revista Science, Linus Pauling, Harvey Itano y sus colaboradores sentaron las bases para el establecimiento de la medicina molecular. En 1956, Roger J. Williams escribió Biochemical Individuality, un libro premonitorio acerca de genética, prevención y tratamiento de la enfermedad en una base molecular y la nutrición, ahora llamados medicina personalizada, medicina de precisión y medicina ortomolecular. Otro artículo publicado en Science por Pauling en 1968 introdujo y definió la postura de la medicina molecular que se enfoca en sustancias nutricionales como tratamiento y prevención.
La investigación y el progreso en este campo fue lento hasta que en la década de 1970, la "revolución biológica" introdujo nuevas técnicas y aplicaciones comerciales.

## Cirugía molecular
Algunos investigadores separan la cirugía molecular como parte de la medicina molecular.

## Educación
La medicina molecular es una nueva disciplina científica en las universidades europeas. Combina los estudios médicos contemporáneos con la bioquímica y ofrece un puente entre ambas disciplinas. En el presente, únicamente pocas universidades ofrecen dicho curso a nivel licenciatura. Con un título en esta disciplina, el estudiante puede continuar su carrera en las ciencias médicas, investigación científica, laboratorios de investigación y grados médicos posteriores.

### Temas
Los temas principales son similares a los vistos en cursos de bioquímica e incluyen normalmente expresión génica, metodología de la investigación, proteínas, investigación sobre el cáncer, inmunología, biotecnología y otras más. En algunas universidades la medicina molecular se combina con disciplinas como la química, funcionando como un estudio adicional para enriquecer los programas de trabajo.